# Patrimoni dell'umanità della Russia
I patrimoni dell'umanità della Russia sono i siti dichiarati dall'UNESCO come patrimonio dell'umanità in Russia, che è divenuta parte contraente della Convenzione sul patrimonio dell'umanità il 12 ottobre 1988, come stato successore dell'Unione delle Repubbliche Socialiste Sovietiche.
Al 2025 i siti iscritti nella Lista dei patrimoni dell'umanità sono trentatré, mentre trentuno sono le candidature per nuove iscrizioni. I primi tre siti furono iscritti nella lista nel 1990, durante la quattordicesima sessione del comitato del patrimonio mondiale: centro storico di San Pietroburgo e complessi monumentali adiacenti, Pogost di Kiži, Cremlino e Piazza Rossa di Mosca. Tre altri siti furono aggiunti nel 1992, uno nel 1993, uno nel 1994, uno nel 1995, due nel 1996, uno nel 1998, uno nel 1999, tre nel 2000, uno nel 2001, due nel 2003, due nel 2004, due nel 2005, uno nel 2010, uno nel 2012, uno nel 2014, due nel 2017, uno nel 2019, uno nel 2021, uno nel 2023, uno nel 2024 e uno nel 2025. Ventidue siti sono considerati culturali, secondo i criteri di selezione, e undici naturali; quattro sono parte di siti transnazionali.

## Siti del Patrimonio mondiale
| Foto | Sito                                                                               | Luogo | Tipo                             | Anno      | Descrizione |
| ---- | ---------------------------------------------------------------------------------- | --- | -------------------------------- | --------- | --- |
|      | Centro storico di San Pietroburgo e complessi monumentali adiacenti                | San Pietroburgo                                                                                                  | Culturale (540; i, ii, iv, vi)   | 1990      | La "Venezia del Nord", con i suoi numerosi canali e più di 400 ponti, è il risultato di un vasto progetto urbano iniziato nel 1703 sotto Pietro il Grande. Più tardi conosciuta come Leningrado (nell'ex Unione Sovietica), la città è strettamente associata alla Rivoluzione d'ottobre. Il suo patrimonio architettonico concilia i diversi stili barocco e neoclassico puro, come si può vedere nell'Ammiragliato, nel Palazzo d'Inverno, nel Palazzo di Marmo e nell'Ermitage. |
|      | Pogost di Kiži                                                                     | Isola Kiži | Culturale (544; i, iv, v)        | 1990      | Il pogost' di Kiži (ovvero il recinto di Kiži) si trova su una delle tante isole del Lago Onega, in Carelia. Qui si possono vedere due chiese in legno del XVIII secolo e una torre dell'orologio ottagonale, anch'essa in legno e costruita nel 1862. Queste costruzioni insolite, in cui i falegnami hanno creato un'architettura audace e visionaria, perpetuano un antico modello di spazio parrocchiale e sono in armonia con il paesaggio circostante. |
|      | Cremlino e Piazza Rossa, Mosca                                                     | Mosca | Culturale (545; i, ii, iv, vi)   | 1990      | Indissolubilmente legato a tutti gli eventi storici e politici più importanti in Russia dal XIII secolo, il Cremlino (costruito tra il XIV e il XVII secolo da illustri architetti russi e stranieri) era la residenza del Gran Principe e anche un centro religioso. Ai piedi dei suoi bastioni, sulla Piazza Rossa, la Basilica di San Basilio è uno dei più bei monumenti ortodossi russi. |
|      | Monumenti storici di Novgorod e dintorni                                           | Velikij Novgorod                                                                                                 | Culturale (604; ii, iv, vi)      | 1992      | Situata sull'antica rotta commerciale tra l'Asia centrale e l'Europa settentrionale, Novgorod è stata la prima capitale della Russia nel IX secolo. Circondata da chiese e monasteri, era un centro per la spiritualità ortodossa e per l'architettura russa. I suoi monumenti medievali e gli affreschi del XIV secolo di Teofane il Greco (maestro di Andrej Rublëv) illustrano lo sviluppo della sua straordinaria architettura e creatività culturale. |
|      | Insieme storico e culturale delle Isole Soloveckie                                 | Isole Soloveckie                                                                                                 | Culturale (632; iv)              | 1992      | L'arcipelago Soloveckij comprende sei isole nella parte occidentale del Mar Bianco, coprendo circa 300 km². Sono state abitate sin dal V secolo a.C. e importanti tracce di una presenza umana fin dal V millennio a.C. vi possono essere trovate. L'arcipelago è stato teatro di una fervida attività monastica sin dal XV secolo e ci sono diverse chiese risalenti al XVI al XIX secolo. |
|      | Monumenti bianchi di Vladimir e Suzdal'                                            | Vladimir, Suzdal', Bogoljubovo, Kidekša                                                                          | Culturale (633; i, ii, iv)       | 1992      | Questi due centri artistici nella Russia centrale occupano un posto importante nella storia architettonica del paese. Ci sono una serie di magnifici edifici pubblici e religiosi del XII e XIII secolo, soprattutto i capolavori della Collegiata di San Demetrio e della Cattedrale dell'Assunzione della Vergine. |
|      | Complesso architettonico del Monastero della Trinità di San Sergio a Sergiev Posad | Sergiev Posad | Culturale (657; ii, iv)          | 1993      | Questo è un bell'esempio di monastero ortodosso funzionante, con caratteristiche militari tipiche dal XV al XVIII secolo, periodo durante il quale si sviluppò. La chiesa principale del lavra, la Cattedrale dell'Assunzione (che fa eco all'omonima cattedrale del Cremlino), contiene la tomba di Boris Godunov. Tra i tesori del lavra c'è la famosa icona Trinità di Andrej Rublëv. |
|      | Chiesa dell'Ascensione, Kolomenskoe                                                | Mosca | Culturale (634; ii)              | 1994      | La Chiesa dell'Ascensione fu costruita nel 1532 nella tenuta imperiale di Kolomenskoe, vicino a Mosca, per celebrare la nascita del principe che sarebbe diventato lo zar Ivan IV ("il Terribile"). Uno dei primi esempi di una chiesa tradizionale con tetto a tenda in legno su una sottostruttura in pietra e mattoni, ha avuto una grande influenza sullo sviluppo dell'architettura ecclesiastica russa. |
|      | Foresta vergine di Komi                                                            | Repubblica dei Komi                                                                                              | Naturale (719; vii, ix)          | 1995      | Le foreste vergini di Komi coprono 3,28 milioni di ettari di tundra e tundra di montagna negli Urali, nonché una delle aree più estese di foresta boreale vergine rimasta in Europa. Questa vasta area di conifere, pioppi, betulle, torbiere, fiumi e laghi naturali è monitorata e studiata da oltre 50 anni. Fornisce preziose prove dei processi naturali che influenzano la biodiversità nella taiga. |
|      | Lago Bajkal                                                                        | Oblast' di Irkutsk, Buriazia                                                                                     | Naturale (754; vii, viii, ix, x) | 1996      | Situato nella Siberia sud-orientale, il lago Bajkal con i suoi 3,15 milioni di ettari è il lago più antico (25 milioni di anni) e più profondo (1700 m) del mondo. Contiene il 20% della riserva mondiale di acqua dolce non congelata. Conosciuto come le "Galapagos della Russia", la sua età e il suo isolamento hanno prodotto una delle faune d'acqua dolce più ricche e insolite del mondo, di eccezionale valore per la scienza evolutiva. |
|      | Vulcani della Kamčatka                                                             | Territorio della Kamčatka                                                                                        | Naturale (765; vii, viii, ix, x) | 1996-2001 | Questa è una delle regioni vulcaniche più straordinarie del mondo, con un'alta densità di vulcani attivi, una varietà di tipi e una vasta gamma di caratteristiche correlate. I sei siti inclusi nella designazione seriale raggruppano la maggior parte delle caratteristiche vulcaniche della penisola di Kamčatka. L'interazione di vulcani attivi e ghiacciai forma un paesaggio dinamico di grande bellezza. I siti contengono una grande diversità di specie, tra cui la più grande varietà conosciuta al mondo di pesci salmonoidi e concentrazioni eccezionali di lontra marina, orso bruno e aquila di mare di Steller. |
|      | Montagne d'Oro dell'Altaj                                                          | Repubblica dell'Altaj                                                                                            | Naturale (768; x)                | 1998      | I monti Altaj nella Siberia meridionale formano la catena montuosa principale nella regione biogeografica della Siberia occidentale e forniscono la sorgente dei suoi fiumi più grandi: l'Ob' e l'Irtyš. Sono iscritte tre aree separate: la riserva naturale dell'Altaj (Altaisky Zapovednik) e una zona cuscinetto intorno al lago Teleckoe; la riserva naturale di Katun (Katunsky Zapovednik) e una zona cuscinetto intorno al Monte Belucha; e la zona tranquilla di Ukok sull'altopiano di Ukok. La superficie totale copre 1.611.457 ettari. La regione rappresenta la sequenza più completa di zone di vegetazione altitudinale della Siberia centrale, dalla steppa, alla foresta-steppa, al bosco misto, dalla vegetazione subalpina alla vegetazione alpina. Il sito è anche un importante habitat per specie animali in via di estinzione come il leopardo delle nevi. |
|      | Caucaso occidentale                                                                | Territorio di Krasnodar, Adighezia                                                                               | Naturale (900; ix, x)            | 1999      | Il Caucaso occidentale, che si estende per oltre 275.000 ettari dell'estremo confine occidentale delle montagne del Caucaso e si trova a 50 km a nord-est del Mar Nero, è una delle poche grandi aree montuose d'Europa che non ha subito un impatto umano significativo. I suoi pascoli subalpini e alpini sono stati utilizzati solo da animali selvatici e le sue estese distese di foreste montane indisturbate, che si estendono dalle pianure alla zona subalpina, sono uniche in Europa. Il sito ha una grande diversità di ecosistemi, con importanti piante endemiche e fauna selvatica, ed è il luogo di origine e reintroduzione della sottospecie montana del bisonte europeo. |
|      | Complesso storico e architettonico del Cremlino di Kazan'                          | Kazan' | Culturale (980; ii, iii, iv)     | 2000      | Costruito su un antico sito, il Cremlino di Kazan' risale al periodo musulmano dell'Orda d'Oro e al Khanato di Kazan'. Fu conquistato da Ivan il Terribile nel 1552 e divenne la sede cristiana della terra del Volga. L'unica fortezza tartara sopravvissuta in Russia e un importante luogo di pellegrinaggio, il Cremlino di Kazan' è costituito da un gruppo eccezionale di edifici storici risalenti al XVI e XIX secolo, che integrano resti di strutture precedenti del X al XVI secolo. |
|      | Complesso del monastero di Ferapontov                                              | Ferapontovo | Culturale (982; i, iv)           | 2000      | Il Monastero di Ferapontov è un esempio eccezionalmente ben conservato e completo di un complesso monastico ortodosso russo del XV-XVII secolo, un periodo di grande importanza nello sviluppo dello stato russo unificato e della sua cultura. L'architettura del monastero è eccezionale per inventiva e purezza. L'interno è abbellito dai magnifici dipinti murali di Dionisij, il più grande artista russo della fine del XV secolo. |
|      | Istmo di Curlandia                                                                 | Zelenogradskij rajon (condiviso con la Lituania)                                                                 | Culturale (994; v)               | 2000      | L'insediamento umano in questa lunga penisola di dune di sabbia, lunga 98 km e larga 0,4–4 km, risale alla preistoria. Durante tutto questo periodo è stata minacciata dalle forze naturali del vento e delle onde. La sua sopravvivenza fino ai giorni nostri è stata resa possibile solo come risultato degli incessanti sforzi umani per combattere l'erosione dell'istmo, plasticamente illustrata dai continui progetti di stabilizzazione e riforestazione. |
|      | Sichotė-Alin' centrali                                                             | Territorio del Litorale                                                                                          | Naturale (766; x)                | 2001-2018 | La catena montuosa Sikhote-Alin contiene una delle foreste temperate più ricche e insolite del mondo. In questa zona mista tra taiga e ambienti subtropicali, specie meridionali come la tigre e l'orso himalayano convivono con specie settentrionali come l'orso bruno e la lince. Dopo la sua estensione nel 2018, la proprietà comprende la valle del fiume Bikin, situata a circa 100 km a nord del sito esistente che presenta foreste di conifere scure dell'Ochotsk meridionale e foreste di conifere dell'Asia orientale. La fauna include specie della taiga accanto a specie della Manciuria meridionale, tra cui mammiferi notevoli come la tigre dell'Amur, il mosco siberiano, il ghiottone e lo zibellino. |
|      | Bacino di Uvs Nuur                                                                 | Tuva (condiviso con la Mongolia)                                                                                 | Naturale (769; ix, x)            | 2003      | Il bacino di Uvs Nuur (1 068 853 ha) è il più settentrionale dei bacini endoreici dell'Asia centrale. Prende il nome dal lago Uvs Nuur, un lago grande, poco profondo e molto salino, importante per gli uccelli migratori, gli uccelli acquatici e gli uccelli marini. Il sito è costituito da dodici aree protette che rappresentano i principali biomi dell'Eurasia orientale. L'ecosistema della steppa supporta una ricca diversità di uccelli e il deserto ospita una serie di rari gerbilli, jerboa e puzzole marmorizzate. Le montagne sono un importante rifugio per il leopardo delle nevi, l'argali e lo stambecco asiatico a rischio di estinzione a livello globale. |
|      | Cittadella, città antica ed edifici della fortezza di Derbent                      | Derbent | Culturale (1070; iii, iv)        | 2003      | La cittadella, la città antica e gli edifici della fortezza di Derbent facevano parte delle linee settentrionali dell'Impero persiano sasanide, che si estendeva ad est e ad ovest del Mar Caspio. La fortificazione è stata costruita in pietra. Consisteva di due pareti parallele che formavano una barriera dalla riva del mare fino alla montagna. La città di Derbent è stata costruita tra queste due mura e ha conservato parte del suo tessuto medievale. Il sito ha continuato ad essere di grande importanza strategica fino al XIX secolo. |
|      | Sistema naturale della Riserva dell'isola di Wrangel                               | Circondario autonomo della Čukotka                                                                               | Naturale (1023; ix, x)           | 2004      | Situato ben al di sopra del Circolo polare artico, il sito comprende la montuosa isola di Wrangel (7608 km²), l'isola Herald (11 km²) e le acque circostanti. Wrangel non era glaciale durante l'era glaciale quaternaria, con il risultato di livelli eccezionalmente alti di biodiversità per questa regione. L'isola vanta la più grande popolazione mondiale di trichechi del Pacifico e la più alta densità di tane per la riproduzione degli orsi polari. È un importante terreno di alimentazione per la balena grigia che migra dal Messico e il terreno di nidificazione più settentrionale per 100 specie di uccelli migratori, molti in via di estinzione. Attualmente sull'isola sono state identificate 417 specie e sottospecie di piante vascolari, il doppio rispetto a qualsiasi altro territorio della tundra artica di dimensioni comparabili e più di qualsiasi altra isola artica. Alcune specie derivano da forme continentali diffuse, altre sono il risultato di recenti ibridazioni e 23 sono endemiche. |
|      | Complesso del Convento di Novodevičij                                              | Mosca | Culturale (1097; i, iv, vi)      | 2004      | Il Convento di Novodevičij, nel sud-ovest di Mosca, costruito nel XVI e XVII secolo nel cosiddetto stile barocco moscovita, faceva parte di una catena di complessi monastici che erano integrati nel sistema difensivo della città. Il convento era direttamente associato alla storia politica, culturale e religiosa della Russia e strettamente legato al Cremlino di Mosca. Era usato dalle donne della famiglia dello zar e dell'aristocrazia. Anche i membri della famiglia e dell'entourage dello zar furono sepolti nel suo cimitero. Il convento offre un esempio delle più alte realizzazioni dell'architettura russa con interni ricchi e un'importante collezione di dipinti e manufatti. |
|      | Centro storico della città di Jaroslavl'                                           | Jaroslavl' | Culturale (1170; ii, iv)         | 2005      | Situata alla confluenza dei fiumi Volga e Kotorosl' a circa 250 km a nord-est di Mosca, la storica città di Jaroslavl' si sviluppò in un importante centro commerciale a partire dall'XI secolo. È rinomato per le sue numerose chiese del XVII secolo ed è un eccezionale esempio della riforma urbanistica che l'imperatrice Caterina la Grande ordinò per tutta la Russia nel 1763. Pur mantenendo alcune delle sue importanti strutture storiche, la città fu ristrutturata in stile neoclassico su un piano regolatore urbano radiale. Ha anche conservato elementi del XVI secolo nel Monastero di Spasskij, uno dei più antichi della regione dell'Alto Volga, costruito sul sito di un tempio pagano alla fine del XII secolo ma ricostruito nel tempo. |
|      | Arco geodetico di Struve                                                           | Gogland (condiviso con Bielorussia, Estonia, Finlandia, Lettonia, Lituania, Moldavia, Norvegia, Svezia, Ucraina) | Culturale (1187; ii, iv, vi)     | 2005      | L'arco geodetico di Struve è una catena di triangolazioni geodetiche che vanno da Hammerfest in Norvegia al Mar Nero, attraversando 10 nazioni e per una lunghezza complessiva di circa 2.820 chilometri. Questa catena venne ideata e utilizzata dallo scienziato baltico-tedesco Friedrich Georg Wilhelm von Struve negli anni compresi fra il 1816 e il 1855 per determinare le esatte forme e dimensioni della Terra. All'epoca l'arco attraversava solamente due nazioni: la Svezia-Norvegia e l'Impero russo. L'arco originale consisteva in 258 triangoli principali con 265 punti della stazione principale. Il sito elencato comprende 34 dei punti della stazione originale, mediante segnali di diversi tipi: buchi scavati nelle rocce, croci di ferro, "ometti" di pietre, obelischi. In Russia sono presenti due punti di segnalazione: Mäki-päälys (Mäkipäällys) e Hogland, Z (Gogland, Tochka Z), entrambi a Gogland.                                                                                             |
|      | Altopiano Putorana                                                                 | Ėvenkijskij rajon, Tajmyrskij rajon                                                                              | Naturale (1234; vii, ix)         | 2010      | Questo sito coincide con l'area della Riserva naturale statale di Putorana e si trova nella parte centrale dell'altopiano Putorana nella Siberia centrale settentrionale. Si trova a circa 100 km a nord del Circolo polare artico. La parte dell'altopiano iscritta nella Lista del Patrimonio Mondiale ospita un insieme completo di ecosistemi subartici e artici in una catena montuosa isolata, tra cui la taiga incontaminata, la tundra forestale, la tundra e il deserto artico, nonché laghi e fiumi di acqua fredda incontaminati. Un'importante rotta migratoria delle renne attraversa il sito, un fenomeno naturale eccezionale, su larga scala e sempre più raro. |
|      | Parco naturale dei Pilastri della Lena                                             | Sacha (Jacuzia)                                                                                                  | Naturale (1299; viii)            | 2012      | Il Parco naturale dei Pilastri della Lena è caratterizzato da spettacolari pilastri di roccia che raggiungono un'altezza di circa 100 m lungo le rive del fiume Lena nella parte centrale della Repubblica di Sacha (Jacuzia). Sono stati prodotti dal clima continentale estremo della regione con un'escursione termica annuale di quasi 100 gradi Celsius (da –60 °C in inverno a +40 °C in estate). I pilastri formano contrafforti rocciosi isolati tra loro da profondi e ripidi canaloni sviluppati da frantumazioni di gelo dirette lungo i giunti intermedi. La penetrazione dell'acqua dalla superficie ha facilitato i processi criogenici (azione gelo-disgelo), che hanno allargato i canaloni tra i pilastri portando al loro isolamento. Anche i processi fluviali sono fondamentali per i pilastri. Il sito contiene anche una ricchezza di resti fossili cambriani di numerose specie, alcune delle quali uniche.                                                                                                |
|      | Complesso storico e archeologico di Bolğar                                         | Bolgar | Culturale (981; ii, vi)          | 2014      | Questo sito, sulle rive del fiume Volga a sud della sua confluenza con il fiume Kama, e a sud della capitale del Tatarstan, Kazan', contiene prove della città medievale di Bolğar, capitale della Bulgaria del Volga, civiltà che esistette tra il VII e il XV secolo d.C. e poi prima capitale dell'Orda d'Oro nel XIII secolo. Bolğar mostra gli scambi culturali storici e le trasformazioni dell'Eurasia nel corso di diversi secoli che hanno svolto un ruolo fondamentale nella formazione di civiltà, costumi e tradizioni culturali. Il sito fornisce notevoli testimonianze di continuità storica e diversità culturale. È un promemoria simbolico dell'accettazione dell'Islam da parte dei Bulgari del Volga nel 922 d.C. e rimane una meta sacra di pellegrinaggio per i musulmani tatari. |
|      | Paesaggi della Dauria                                                              | Territorio della Transbajkalia (condiviso con la Mongolia)                                                       | Naturale (1448; ix, x)           | 2017      | Questo sito è un eccezionale esempio dell'eco-regione della steppa della Dauria, che si estende dalla Mongolia orientale alla Siberia russa e alla Cina nord-orientale. I cambiamenti climatici ciclici, con periodi secchi e umidi distinti, portano a un'ampia diversità di specie ed ecosistemi di importanza globale. I diversi tipi di ecosistemi steppici rappresentati, come praterie e foreste, così come laghi e zone umide, fungono da habitat per specie rare di fauna, come la gru collobianco, la grande otarda, il gabbiano relitto e l'oca cigno, nonché milioni di uccelli migratori vulnerabili, in pericolo o minacciati. È anche un sito critico sul percorso migratorio transfrontaliero per la gazzella della Mongolia. |
|      | Cattedrale e monastero dell'Assunzione della città-isola di Svijažsk               | Svijažsk | Culturale (1525; ii, iv)         | 2017      | La Cattedrale dell'Assunzione si trova nella città-isola di Svijažsk e fa parte dell'omonimo monastero. Situata alla confluenza dei fiumi Volga, Sviyaga e Shchuka, all'incrocio delle rotte della Seta e del Volga, Svijažsk fu fondata da Ivan il Terribile nel 1551. Fu da questo avamposto che iniziò la conquista del Khanato di Kazan'. Il Monastero dell'Assunzione illustra nella sua posizione e composizione architettonica il programma politico e missionario sviluppato dallo zar Ivan IV per estendere lo stato di Mosca. Gli affreschi della cattedrale sono tra gli esempi più rari di dipinti murali ortodossi orientali. |
|      | Chiese della scuola d'architettura di Pskov                                        | Pskov | Culturale (1523; ii)             | 2019      | Questo gruppo di monumenti si trova nella storica città di Pskov, sulle rive del fiume Velikaya, nel nord-ovest della Russia. Le caratteristiche di questi edifici, prodotti dalla Scuola di architettura di Pskov, includono volumi cubici, cupole, portici e campanili, con gli elementi più antichi risalenti al XII secolo. Chiese e cattedrali sono integrate nell'ambiente naturale attraverso giardini, muri perimetrali e recinzioni. Ispirata alle tradizioni bizantine e di Novgorod, la Scuola di architettura di Pskov raggiunse il suo apice nel XV e XVI secolo ed era una delle scuole più importanti del paese. Ha informato l'evoluzione dell'architettura russa nel corso di cinque secoli. |
|      | Petroglifi del lago Onega e del Mar Bianco                                         | Belomorskij rajon, Pudožskij rajon                                                                               | Culturale (1654; iii)            | 2021      | I petroglifi del lago Onega e del Mar Bianco sono esempi unici di arte monumentale primitiva che sono tra le più importanti attrazioni culturali e storiche antiche del Nord Europa. Formano un importante sito di arte rupestre neolitica caratterizzato da originalità e mistero delle sue immagini, diversità di temi, immagini vivide, abbondanza di scene e composizioni a più figure, buona conservazione, ambiente naturale eccezionalmente espressivo e contesto culturale rappresentato da antichi insediamenti vicini. |
|      | Osservatori astronomici dell'Università federale di Kazan'                         | Kazan', Zelenodol'skij rajon                                                                                     | Culturale (1678; ii, iv)         | 2023      | Il patrimonio è composto da due parti componenti: una nel centro storico di Kazan' e l'altra in una zona suburbana boscosa a ovest della città. L'Osservatorio astronomico della città di Kazan', costruito nel 1837, si trova nel campus dell'Università, in un edificio caratterizzato da una facciata semicircolare e tre torri con cupole costruite per ospitare strumenti astronomici. L'Osservatorio astronomico Engel'gardt, in un contesto suburbano, comprende strutture per l'osservazione del cielo ed edifici residenziali, tutti situati all'interno di un parco. Gli osservatori si sono conservati completi di strumenti astronomici e oggi svolgono prevalentemente funzioni didattiche. |
|      | Paesaggio culturale del lago Kenozero                                              | Kargopol'skij rajon, Pleseckij rajon                                                                             | Culturale (1688; iii)            | 2024      | Situato nel Parco nazionale del lago Kenozero, il sito rappresenta il paesaggio culturale locale che si è evoluto a partire dal XII secolo, in seguito alla graduale colonizzazione slava. Incorpora una serie di insediamenti rurali tradizionali con architettura vernacolare in legno e riflette la gestione comunitaria dell'agricoltura e della natura che si sviluppò quando la cultura forestale indigena ugro-finnica si fuse con la tradizionale cultura dei campi slava. Chiese in legno e altri edifici religiosi, originariamente decorati con soffitti dipinti, o "paradisi", sono i principali punti di riferimento sociali, culturali e visivi della zona. La loro organizzazione spaziale, insieme a luoghi e simboli sacri, evidenzia la connessione spirituale dei residenti con questo ambiente. |
|      | Pitture rupestri della grotta di Šulgan-Taš                                        | Burzjanskij rajon                                                                                                | Culturale (1743; iii)            | 2025      | Situata negli Urali meridionali in Baschiria, la grotta di Šulgan-Taš contiene una vasta arte rupestre del Paleolitico superiore. Situata all'interno di un massiccio carsico vicino ai fiumi Belaja e Šulgan, presenta ampie sale e profonde camere distribuite su due livelli. Le pitture raffigurano la fauna della steppa – mammut, rinoceronti lanosi, bisonti, cavalli e un cammello battriano – accanto a figure antropomorfe, segni astratti e motivi geometrici come i "trapezi di Kapova". I reperti archeologici offrono spunti di riflessione sul processo artistico e sulla vita domestica dei suoi abitanti preistorici. |

## Siti candidati
| Foto | Sito | Luogo                                                 | Tipo                                 | Anno       | Descrizione |
| ---- | --- | ----------------------------------------------------- | ------------------------------------ | ---------- | --- |
|      | Riserva storica e culturale di Džejrach-Assa                                                                      | Džejrachskij rajon                                    | Culturale (569)                      | 15/05/1996 | La riserva di Džejrach-Assa si trova nel corso superiore di due fiumi montuosi: il fiume Armhi e il fiume Assa. Ci sono 18 insediamenti sulle pendici dei canyon dove si trovano più di 300 torri di difesa e abitabili dei secoli XVI-XVII, 200 cripte dello stesso periodo, un luogo sacro del XV-XVI secolo, un tempio cristiano medievale del XII secolo e molte strutture dell'età del bronzo (tra il IX e il VI secolo a.C.). La riserva include una tomba a cromlech del V-VI secolo a.C.. |
|      | Centro storico d'Irkutsk                                                                                          | Irkutsk                                               | Culturale (1166)                     | 30/09/1998 | Irkutsk è considerata come "città storica", in quanto insediamento di oltre trecento anni e con una popolazione è di oltre 600 000 abitanti. Ciò che caratterizza Irkutsk è un gran numero di monumenti architettonici conservati di epoche e stili diversi (barocco siberiano, classicismo, Art Nouveau, "stile russo", tradizioni locali, arte architettonica gotica, bizantina, asiatica, costruttivismo) ma, nonostante tutto, ciò non disturba l'unità di tutta la città. |
|      | Cremlino di Rostov                                                                                                | Rostov Velikij                                        | Culturale (1185; ii, iii, iv, vi)    | 22/10/1998 | Il Cremlino di Rostov si trova nel centro di Rostov Velikij (la Grande), sulla collina su un lato del Lago Nero. Il Cremlino consisteva di tre aree indipendenti. Quella centrale (Cortile del vescovo) è recintata da alte mura con torri. Altre due parti più piccole sono: piazza Sobomaya a nord; mentre la porzione meridionale è costituita dalla clausura di Gregorio. Nella seconda metà del XVII secolo, al tempo del metropolita Ioan Sysoevič, queste tre parti furono unite e fu creato l'insieme architettonico integrale. |
|      | Centro storico di Enisejsk                                                                                        | Enisejsk                                              | Culturale (1460; ii, iii, iv)        | 20/07/2000 | Fondata nel 1619 sulla riva sinistra dell'Enisej come fortezza, ha facilitato l'espansione dei russi ad est. Enisejsk è rimasta la più grande città della Siberia orientale fino alla fine del XVIII secolo. Grazie alla sua posizione favorevole, Enisejsk divenne un centro molto importante per l'agricoltura, la navigazione e il commercio. All'inizio del XIX secolo era nella lista delle dieci migliori città di provincia della Russia ed era una delle città più belle della Siberia. La vista della città era pittoresca: due monasteri di pietra bianca e dieci chiese immerse nel verde dei giardini. Fino ai nostri giorni ha conservato l'immagine di un centro storico dei secoli XVIII e XIX, anche se ha subito perdite irreparabili.                                                                                   |
|      | Incisioni rupestri di Sikači-Aljan                                                                                | Sikači-Aljan                                          | Culturale (1787)                     | 31/01/2003 | I petroglifi di Sikači-Aljan rappresentano monumenti unici di storia e cultura e sono di grande valore storico-scientifico e artistico. Il processo del loro studio offre l'opportunità di tracciare l'evoluzione dell'arte delle antiche tribù dell'Amur. Questa è anche la fonte più preziosa per la conoscenza della storia e della cultura delle popolazioni indigene del Priamur'e. |
|      | Isole del Commodoro (Riserva naturale di Komandorskij)                                                            | Aleutskij rajon                                       | Naturale (1997; vii, viii, ix, x)    | 07/02/2005 | L'arcipelago delle Isole del Commodoro è costituito da 15 isole di diverse dimensioni che sono le corone di un'enorme cresta vulcanica sottomarina che si estende dall'Alaska alla Kamčatka. Secondo gli ultimi dati, nella flora delle Isole del Commodoro sono state registrate 389 specie di piante vascolari, relative a 183 generi e 63 famiglie. Sono 203 le specie di uccelli registrate, di cui 58 nidificanti; esistono numerose forme endemiche ed è l'unico posto in Russia dove un certo numero di uccelli americani si riproduce regolarmente. La fauna dei mammiferi marini è straordinariamente varia: qui sono state registrate 32 specie di 13 famiglie e 4 ordini. Circa il 50% dei rappresentanti della fauna dei mammiferi marini è considerato raro e necessita di protezione speciale.                              |
|      | Riserva naturale di Magadan                                                                                       | Ol'skij rajon                                         | Naturale (1998; vii, viii, ix, x)    | 07/02/2005 | Tutti e quattro i settori della Riserva di Magadan sono separati l'uno dall'altro, piuttosto difficili da raggiungere e non hanno insediamenti o vie di trasporto costanti. Ogni cluster ha le sue caratteristiche distintive nell'aspetto della località, nelle condizioni climatiche, nella composizione della flora e della fauna. I settori della Riserva di Magadan si trovano all'interno della montagna continentale dell'Estremo Oriente settentrionale e della provincia fisico-geografica degli altopiani. |
|      | Stolby di Krasnojarsk                                                                                             | Krasnojarsk                                           | Naturale (5113; vii, viii, ix, x)    | 06/03/2007 | Il territorio degli Stolby di Krasnoyarsk è un sistema integrale all'interno del quale gli ecosistemi naturali sono conservati in uno stato piuttosto stabile nonostante si trovino vicino a una città industriale. L'area designata si trova sullo sperone nord-occidentale dei Monti Saiani Orientali e quasi tutta è inclusa all'interno della riserva naturale statale Stolby e della sua area di conservazione. |
|      | Grande palude di Vasjugan                                                                                         | Bakčarskij rajon                                      | Naturale (5114; vii, viii, ix, x)    | 06/03/2007 | La grande palude di Vasjugan, il più grande sistema palustre dell'emisfero settentrionale, si trova nel settore centrale del bassopiano della Siberia occidentale. La candidatura riguarda la parte orientale delle paludi di Vasyugan con annessi paludi boscose e paesaggi forestali (5090,45 km²). Le condizioni naturali dell'area sono determinate dalla sua posizione a latitudini temperate nella parte centrale del continente eurasiatico e all'interno del bassopiano e sono tipiche delle regioni paludose della Siberia occidentale. Tuttavia, la struttura dei paesaggi locali, le loro basi litogeniche e le componenti biologiche hanno una loro specificità, che è causata dalla posizione della palude nella parte meridionale del bassopiano della Siberia occidentale e dai processi del suo sviluppo e funzionamento. |
|      | Complesso del Cremlino di Astrachan'                                                                              | Astrachan'                                            | Culturale (5368; ii, iii, iv)        | 28/04/2008 | Il Cremlino di Astrakhan è un monumento degno di nota dell'arte di costruzione militare e ingegneristica della seconda metà del XVI secolo e dell'architettura della chiesa ortodossa dei secoli XVII-XVIII. Esso era un tipico insediamento del periodo della formazione dello Stato russo ed era collocato tenendo conto del paesaggio naturale, che era anche la barriera contro l'invasione militare nemica. La Cattedrale dell'Assunzione del Cremlino divenne una cripta funeraria dei metropoliti della chiesa di Astrakhan (san Feodosij morto nel 1606, il metropolita Giuseppe morto nel 1671 e altri) e vi sono sepolti anche due zar georgiani Vakhtang VI di Cartalia (1737) e Teimuraz II di Cachezia (1762). |
|      | Monti Ilmen | Oblast' di Čeljabinsk                                 | Naturale (5388; vi, vii, viii)       | 11/08/2008 | I monti Ilmen rappresentano un fenomeno geologico unico famoso per i minerali semipreziosi e i metalli rari degli strati di pegmatite e per la diffusione delle vene di rocce alcaline degli Urali: le sieniti nefeliniche. Ospitano diverse rocce metamorfiche e plutoniche, modificate in diverso grado da processi deformazionali e metasomatici. La varietà delle rocce dei monti Ilmen è conosciuta come il "complesso di Ilmenogorsky". |
|      | Sito archeologico di Tana                                                                                         | Mjasnikovskij rajon                                   | Culturale (5422; ii, iii, v)         | 24/02/2009 | La città di Tana fu fondata nel primo quarto del III secolo a.C. da coloni greci che arrivarono dal Bosforo alla foce del fiume Tanai (ora Don) che era l'area di abitazione e migrazione di varie tribù: Sarmati, Meoti, Alani, Goti ecc. Tana si sviluppò rapidamente in un emporio (insediamento commerciale) all'estremità nord-orientale della sfera culturale ellenica. Era un luogo naturale per il commercio anzitutto con le steppe che si estendevano verso est in un mare di erba ininterrotto fino all'Altaj, la Terra Santa scita, secondariamente per il commercio del Mar Nero, circondato da porti e empori dominati dalla Grecia, e infine per il commercio dall'impenetrabile nord: pellicce e schiavi trasportati lungo il Don.                                                                                        |
|      | Urali baschiri | Burzjanskij rajon                                     | Misto (5666; i, iii, v, vi, viii, x) | 30/01/2012 | Il complesso naturale e culturale degli Urali baschiri rappresenta un territorio unico con siti culturali e archeologici preziosi, che conserva i beni ambientali e le tradizioni dei suoi abitanti. I vasti e diversi paesaggi degli Urali baschiri colpiscono per la loro bellezza naturale originale: il territorio è quasi interamente boscoso, il rilievo è increspato, in forte pendenza e sezionato da profonde valli fluviali. Cadute di quota improvvise e falesie rocciose si verificano nelle valli dei fiumi Belaya, Nuguš e di alcuni torrenti; sono frequenti precipizi alti fino a 100 m. I fenomeni carsici sono diffusi su tutto il territorio del complesso. |
|      | Foreste vergini di Komi (ridefinizione)                                                                           | Repubblica dei Komi                                   | Naturale (5925; vii, viii, ix, x)    | 04/06/2014 | La ridefinizione amplia l'area del patrimonio mondiale esistente grazie all'aumento del territorio del Parco nazionale di Jugyd va (un'area di oltre 183 000 ettari) che fa parte di un intero ecosistema di foreste vetuste di conifere, protetto all'interno dei nuovi territori del Parco nazionale, che, collegandone le parti e completandolo, agiscono come uno degli elementi importanti del quadro ecologico progettato per la protezione di un complesso di ecosistemi unici del Parco nazionale di Jugyd va e della Riserva naturale della Pečora e dell'Ilyč. |
|      | Caucaso occidentale (ridefinizione)                                                                               | Territorio di Krasnodar, Adighezia, Karačaj-Circassia | Naturale (5926; ix, x)               | 04/06/2014 | L'area proposta per l'ampliamento del sito "Caucaso occidentale" include le zone protette del Parco nazionale di Soči (62 152 ha) e della Riserva naturale di Soči (6 202 ha) e confina sul versante meridionale della catena del Gran Caucaso col sito esistente; sul versante settentrionale si trova il monumento naturale del "Massiccio di bosso della Colchide" (1 474 ha). Contemporaneamente all'espansione, si propone di ritagliare dal preesistente patrimonio l'altopiano di Lagonaki (6 500 ha), a causa dell'antropizzazione di questo territorio, a seguito dell'allevamento intensivo e dell'attività turistica. |
|      | Complesso commemorativo Mamaev Kurgan "agli eroi della battaglia di Stalingrado"                                  | Volgograd                                             | Culturale (5936; i, iv, vi)          | 10/09/2014 | Il complesso commemorativo Mamayev Kurgan "agli eroi della battaglia di Stalingrado" a Volgograd è un simbolo di eroismo e patriottismo della nazione sovietica e un omaggio alla memoria di coloro che sono morti nella grande battaglia del fiume Volga, la terra più significativa battaglia nella storia umana che è diventata un punto di svolta nella seconda guerra mondiale. |
|      | Catena Oglachty                                                                                                   | Bogradskij rajon                                      | Misto (6165; i, iii, vi, x)          | 25/11/2016 | La catena montuosa Oglachty si trova sulla riva sinistra dello Enisej e rappresenta un sistema di catene basse con un gran numero di esposizioni di arenaria rossa del Devoniano che forniscono un paesaggio pittoresco da un lato, e mostrano il suo uso umano in migliaia anni dall'altro. Migliaia di pitture rupestri relative a diverse epoche storiche sugli affioramenti rocciosi verticali e sui frammenti rocciosi testimoniano i cambiamenti nell'ambiente, nei tipi di allevamento, nella cultura materiale e intellettuale dei popoli che hanno abitato questa zona. La stessa pietra è stata utilizzata per erigere imponenti costruzioni sepolcrali trovate nelle zone pedemontane e nelle valli steppiche intermontane, e un'enorme fortificazione che delimita le montagne sul lato sud.                                  |
|      | Centro storico della città di Gorochovec                                                                          | Gorochovec                                            | Culturale (6202; ii, iv)             | 07/03/2017 | Il centro storico della città di Gorochovec è un monumento unico e integrato di archeologia, storia, urbanistica, paesaggio e architettura. Fondata ai confini del Principato di Vladimir-Suzdal', sull'arteria principale dell'acqua il fiume Kljaz'ma, come un avamposto di confine, la città di Gorochovec nel XVII secolo divenne una delle città più ricche dell'Impero russo. La sua pianificazione strutturale binaria comprende due parti tradizionalmente stabilite: la più antica (il Detinec) situata sul Monte San Nicola (Nikolskaja gora), e la successiva (il Borgo) sulla riva del fiume. |
|      | Tesori della cultura di Pazyryk                                                                                   | Repubblica dell'Altaj                                 | Culturale (6283; i, ii, iii, vi)     | 16/01/2018 | I tesori della cultura di Pazyryk della prima epoca scitica includono i tumuli funerari unici e famosi in tutto il mondo (kurgan) e le incisioni rupestri della cultura di Pazyryk. Sulla vasta area dei Monti Altaj tra il VI e il II secolo a.C. questa cultura ha lasciato chiare testimonianze come i tipici complessi funerari. I siti archeologici che presentano il patrimonio culturale dell'epoca di Pazyryk includono tumuli funerari (le tombe congelate della nobiltà tribale) e incisioni rupestri realizzate in "stile animale". |
|      | Cattedrale della Trasfigurazione del Salvatore con la cinta muraria medievale di Pereslavl'-Zalesskij (1152-1157) | Pereslavl'-Zalesskij                                  | Culturale (6427; i, ii, iv)          | 16/09/2019 | La candidature consiste nella Cattedrale della Trasfigurazione del Salvatore, eretta nel 1152-1157, il primo esempio conservato dell'antica architettura russa in pietra bianca, e nelle mura difensive circostanti della città di Pereslavl'-Zalesskij. Questa città fu fondata dal principe Jurij Dolgorukij, sovrano del Principato di Rostov-Suzdal', sulla riva del lago Pleščeevo nel XII secolo e costruita contemporaneamente alla Cattedrale della Trasfigurazione. |
|      | Patrimonio dei cacciatori marini artici della Čukotka                                                             | Čukotskij rajon                                       | Culturale (6440; ii, iii, v, vi)     | 18/11/2019 | Il patrimonio dei cacciatori marini artici della Čukotka è costituito da componenti situate sul massiccio Dežnëvskij: l'insediamento e cimitero di Ekven (un sito archeologico preistorico eschimese del I millennio a.C.); le rovine di due insediamenti eschimesi: l'insediamento multi-stratificato di Naukan (XV-metà del XX secolo) e il complesso storico e culturale di Nunak (XV-XIX secolo), nonché un complesso commemorativo dedicato a un esploratore russo del XVII secolo, Semën Ivanovič Dežnëv ([Monumento al faro, 1954-1956). Questi siti che costituiscono la proprietà forniscono una rappresentazione complessiva del patrimonio della tradizione culturale vivente unica emersa all'incrocio tra l'Asia nord-orientale e l'America nord-occidentale duemila anni fa.                                                |
|      | Villaggio di Vjatskoë                                                                                             | Nekrasovskij rajon                                    | Culturale (6441; ii, v)              | 18/11/2019 | Il villaggio di Vjatskoë è un complesso urbanistico unico del XVI-XIX secolo con oltre 50 monumenti architettonici registrati, che in passato erano case mercantili e contadine, sale da tè e locali per i poveri. La base del patrimonio storico e culturale di Vjatskoë è principalmente la struttura urbanistica del villaggio che risale quasi completamente al XVIII secolo. |
|      | Complesso storico e culturale di Divnogorje                                                                       | Liskinskij rajon                                      | Culturale (6484; ii, iv, v, vi)      | 16/07/2020 | Divnogorje è un paesaggio culturale unico, che risulta dalla continua interazione tra uomo e natura dal tardo Paleolitico ai giorni nostri. Le sue caratteristiche naturali e culturali hanno plasmato l'aspetto distintivo e speciale di Divnogorje con falesie e giacimenti di gesso, tracce di industrializzazione, templi rupestri, resti dei Cazari del primo medioevo, tumuli dell'età del bronzo, insediamenti e siti di caccia preistorici. |
|      | Parco nazionale Kytalyk                                                                                           | Allaichovskij ulus                                    | Naturale (6520; ix, x)               | 12/03/2021 | Il territorio del Parco Nazionale Kytalyk è una delle aree naturali più importanti del Paleartico orientale. Comprende, da un lato, uno spaccato della tundra tipica della regione, e dall'altro, le vaste aree di terreno fortemente irrigato e paludoso, caratterizzate da indicatori qualitativi e quantitativi unici di biodiversità. Il parco è di grande valore scientifico ed educativo come habitat per specie animali in via di estinzione e per la concentrazione di territori ornitologici chiave (siti di nidificazione di massa e di muta), nonché spazio vitale per comunità tribali nomadi che conducono uno stile di vita tradizionale. |
|      | Valle dei Re di Tuva                                                                                              | Pij-Chemskij kožuun                                   | Culturale (6583; i, iii, iv)         | 30/11/2021 | Il territorio della Valle dei Re di Tuva con i suoi grandiosi monumenti archeologici è un esempio di antiche sepolture d'élite e complessi memoriali dei primi nomadi, gli antenati della cultura scitica si formarono all'alba del I millennio a.C. sul territorio della moderna Tuva. Quasi l'intero territorio della Valle dei Re di Tuva è un accumulo di un numero enorme di complessi funebri, commemorativi e rituali. Qui non sono riuniti solo tumuli funerari, ma anche monumenti di arte rupestre. Si può dire con certezza che questo territorio è venerato dalla gente del posto da più di 3 millenni. |
|      | Grotta di Denisova                                                                                                | Solonešenskij rajon                                   | Culturale (6625; iii, v)             | 21/10/2022 | La Grotta di Denisova è la più antica grotta abitata della Siberia ed è uno dei siti più informativi per lo studio di un'antica cultura umana e dell'ambiente naturale circostante, non solo dell'Asia settentrionale e centrale, ma dell'intero continente eurasiatico. I primi materiali archeologici ottenuti durante lo studio dei depositi rupestri risalgono a più di 300 000 anni fa. |
|      | Shikhan baschiri: Toratau, Yuraktau e Kushtau                                                                     | Išimbajskij rajon                                     | Naturale (6626; viii)                | 01/12/2022 | Il sito seriale comprende tre montagne separate (o shikhan) che grazie ai paesaggi unici sono meritatamente il segno distintivo della Baschiria (Urali meridionali). Le montagne si ergono maestose sulla riva destra della valle del fiume Belaja, a est della città di Sterlitamak. Gli shikhan sono ben studiati dal punto di vista della struttura geologica e dei resti paleontologici. |
|      | Centro storico della città di Toržok e tenute di campagna progettate da Nikolaj L'vov                             | Toržok                                                | Culturale (6646; i, iv, vi)          | 13/02/2023 | La città di Toržok si trova lungo un'antica strada tra le due capitali russe, Mosca e San Pietroburgo. Questa posizione fece sì che numerosi nobili ricevessero appezzamenti di terreno intorno alla città in base al mandato nel servizio pubblico. Mentre stava appena emergendo il fenomeno culturale del latifondo russo, in quest'area vennero costruiti delle tenute esemplari, costituite da palazzi, edifici di servizio e chiese. I principali monumenti di Toržok furono progettati da due dei grandi dell'architettura russa nei secoli XVIII-XIX: Nikolaj Aleksandrovič L'vov e Carlo Rossi. |
|      | Complesso della fonderia di rame Voskresensky                                                                     | Voskresenskoe                                         | Culturale (6648; ii, iv, v)          | 07/02/2023 | Lo stabilimento Voskresensky è la prima azienda privata in Russia a fondere una materia prima strategica: il rame, la prima impresa industriale della compagnia mineraria Tverdyšev-Myasnikov. Per un quarto di secolo dopo la costruzione del complesso negli Urali meridionali, furono costruiti circa 20 stabilimenti metallurgici secondo lo stesso schema: l'impianto di fusione del rame Voskresensky divenne il punto di partenza per lo sviluppo industriale della regione degli Urali meridionali per almeno i 100 anni a venire. |